# Paul Arendt
Paul Arendt (ur. 20 lipca 1892 w Ornecie, zm. 26 lutego 1974 w Schwäbisch Gmünd) – ksiądz katolicki, doktor teologii oraz filozofii, wikariusz katedralny we Fromborku, ostatni rektor założonego w 1565 roku przez biskupa Hozjusza seminarium duchownego w Braniewie.

## Życiorys

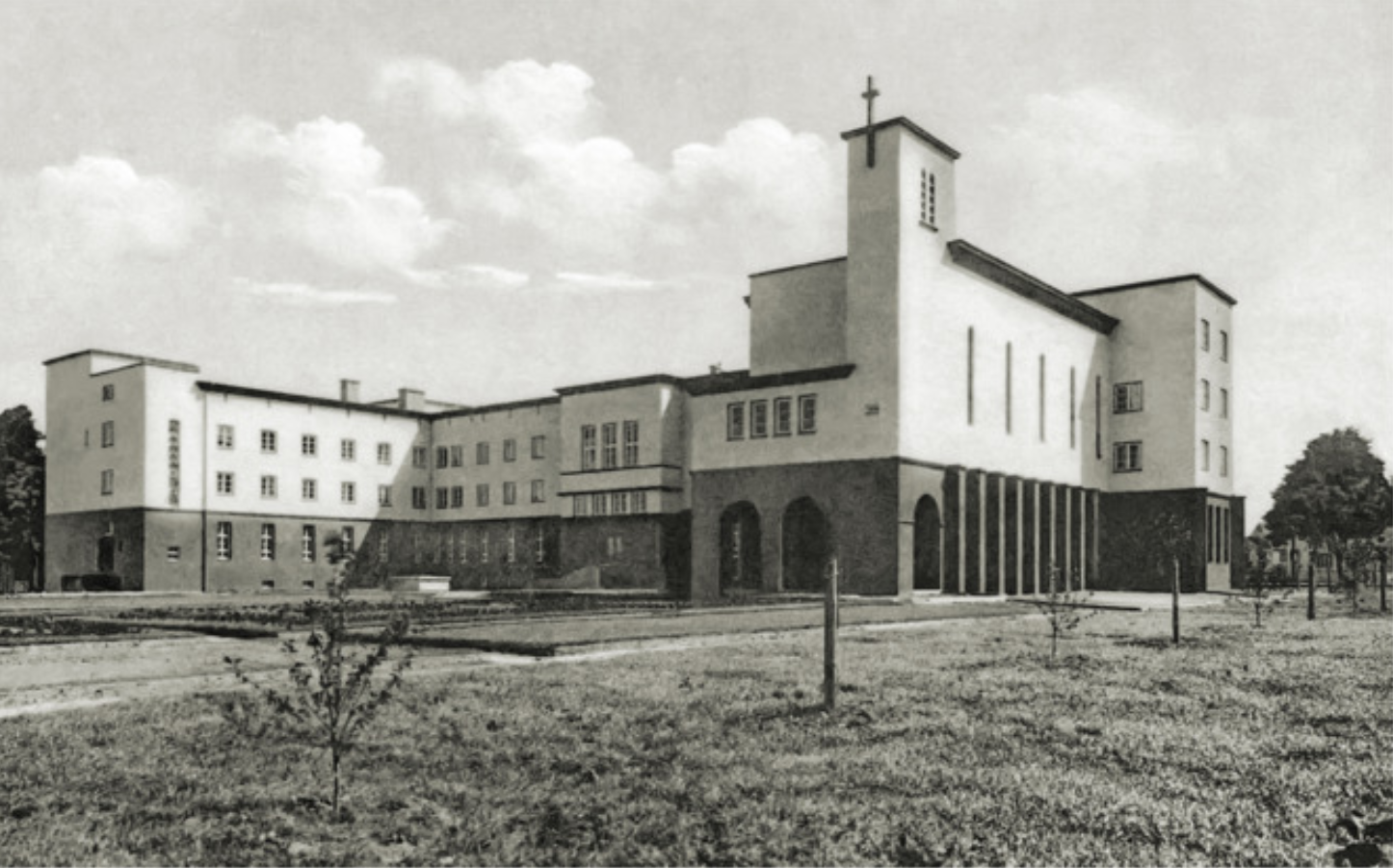
Nowy gmach seminarium duchownego w Braniewie wzniesiony w latach 1931/1932

Paul Arendt urodził się w Ornecie w rodzinie Bernharda i Elisabeth z domu Miller. Przez pięć lat pobierał nauki w progimnazjum w Ornecie, następnie w gimnazjum w Braniewie, które ukończył na wiosnę 1911 uzyskując świadectwo dojrzałości. Następnie rozpoczął studia filozoficzno-teologiczne, najpierw we Wrocławiu, a następnie w seminarium duchownym w Braniewie. W czasie I wojny światowej, od listopada 1914 do marca 1915, był sanitariuszem w wojsku. 9 maja 1915 otrzymał święcenia kapłańskie w katedrze we Fromborku z rąk biskupa Augustinusa Bludaua. Ponieważ trwała wciąż wojna, wkrótce po święceniach został wcielony do wojska jako podoficer w jednostkach sanitarnych; służył w Elblągu i Królewcu. Po demobilizacji został skierowany do pełnienia posługi duszpasterskiej w parafii św. Katarzyny w Lubominie, z dniem 4 lutego 1918 został mianowany tymczasowym komendariuszem tej parafii. 27 sierpnia 1918 został mianowany wikariuszem w Prositach, a od 1 lutego 1919 wikariuszem w Bisztynku. W latach 1919–1922 kontynuował studia specjalistyczne z zakresu historii powszechnej i Kościoła katolickiego na Uniwersytet Albrechta i Ludwika we Fryburgu Bryzgowijskim. W 1921 uzyskał stopień doktora filozofii, a 13 stycznia 1923 stopień doktora teologii na uniwersytecie bryzgowijskim. W 1931 jego dysertacja została opublikowana pod tytułem Die Predigten der Konstanzer Konzils. Po ukończeniu studiów powrócił na Warmię. Objął w zastępstwie obowiązki urlopowanego z powodu choroby ks. Franza Ludwiga, proboszcza w parafii św. Archanioła w Zwierznie. Po śmierci proboszcza Ludwiga, od 22 kwietnia objął obowiązki administratora parafii w Zwierznie. 28 sierpnia 1922 został mianowany piątym wikariuszem katedralnym we Fromborku. W latach 1925–1927 był stypendystą w Rzymie, w archiwum watykańskim. W latach 1927–1931 pełnił funkcję subregensa seminarium duchownego diecezji warmińskiej w Braniewie. 26 sierpnia 1931 został mianowany kuratusem w Korniewie. Równolegle kontynuował studia we Fryburgu Bryzgowijskim. Po opuszczeniu diecezji warmińskiej przez ks. Ernsta Dubowego, dotychczasowego regensa seminarium duchownego w Braniewie, objął w dniu 3 maja 1933 funkcję regensa tejże uczelni. Mieszkał w nowo wybudowanym w latach 1931–1932 przy Ludendorffstraße 18 (współcześnie ul. Elbląska w Braniewie) gmachu uczelni, którego uroczyste poświęcenie nastąpiło w dniu 23 sierpnia 1932 roku.
Braniewska uczelnia, znana jako „Liceum Hosianum“, w 1843 roku otrzymała nowe statuty, na mocy których zrównano ją w prawach z pruskimi uniwersytetami, choć posiadała tylko dwa wydziały – teologiczny i filozoficzny. Mimo że uczelnia pozostawała z daleka od centrum, pozyskała wielu wybitnych uczonych. Po zakończeniu I wojny światowej, w epoce Republiki Weimarskiej, nastąpiła kolejna zmiana nazwy uczelni, od 1919 funkcjonowała ona jako Akademia Państwowa (Staatliche Akademie), a zwyczajowo była określana jako Akademia Braniewska (Academia Braunsbergensis). W latach 30. XX w. uczelnia ta zyskała złą sławę, gdyż była siedliskiem narodowego socjalizmu, prawie wszystkie etaty profesorskie były obsadzone przez kadrę przynależącą do NSDAP. Przykładem partyjnych wykładowców byli wówczas m.in. Karl Eschweiler, Joseph Lortz czy Hans André – jawnie popierający rodzącą się dyktaturę NSDAP, której byli zresztą też członkami. W tym czasie ks. Arendt musiał się zmagać z silnym oddziaływaniem ideologii nazistowskiej na alumnów seminarium. Na początku udało mu się uporządkować wewnętrzne przepisy seminaryjne dotyczące milczenia, czasu prywatnej nauki, palenia papierosów, odwiedzin, czasu wakacji, urlopów i wyjazdów z seminarium, a także zachorowań. Rozstrzygnięcia dotyczące wszystkich tych kwestii zostały ogłoszone 1 lipca 1934 roku przez biskupa warmińskiego Kallera w Statutach biskupiego seminarium duchownego w Braniewie. 
27 kwietnia 1939 ks. Arendt otrzymał godność tajnego szambelana papieskiego. Ponadto od 1941 pełnił dodatkowo rolę duszpasterza w Kurowie Braniewskim. W ciągu pierwszych sześciu lat zarządzania seminarium udawało się również ks. Arendtowi zwiększać ilość alumnów oraz przystępujących do święceń kapłańskich, liczba tych ostatnich liczba kształtowała się w latach 30. następująco: 1934 – 4, 1935 – 9, 1936 – 10, 1937 – 12, 1938 – 21, 1939 – 21. Po wybuchu II wojny światowej załamał się jednak ten wskaźnik wskutek powołania alumnów młodszych roczników do wojska oraz przejęcia nowego gmachu seminarium na lazaret wojskowy. W ostatnich, wojennych latach istnienia seminarium liczba wyświęcanych kapłanów prezentowała się nader mizernie: 1940 – 6, 1941 – 0, 1942 – 0, 1943 – 4, 1944 – 1. W 1945 roku front Armii Czerwonej dotarł do Braniewa, kończąc bez mała 400-letnią historię braniewskiego seminarium. W obliczu nadciągającej Armii Czerwonej i po zbombardowaniu siedziby seminarium duchownego w dniu 9 marca, regens Arendt opuszcza Prusy Wschodnie wraz z ludnością cywilną jedyną dostępną jeszce drogą ucieczki, przez zamarznięte wody Zalewu Wiślanego i Mierzeję Wiślaną. Przez wojnę utracił przygotowaną do druku pracę naukową, co było dla niego dotkliwą stratą. Przedostał się do miejscowości Rottenburg am Neckar w kraju związkowym Badenia-Wirtembergia. 9 kwietnia 1945 został mianowany kapelanem sióstr zakonnych w Schwäbisch Gmünd. Posługę duszpasterską pełnił tam do przejścia na emeryturę w 1971 roku. Zmarł 26 lutego 1971 tamże.